# It Follows
It Follows is een Amerikaanse horrorfilm uit 2014 onder regie van David Robert Mitchell, die ook het verhaal schreef. De wereldpremière vond plaats op 17 mei tijdens het Filmfestival van Cannes. In Nederland verscheen It Follows op 12 april 2015 in de bioscopen. De film was hier te zien op onder meer het Imagine Filmfestival.

## Verhaal

### Proloog
Een jonge vrouw rent haar huis uit. Ze rijdt daarna met een auto naar het strand. Ze belt haar vader op om afscheid te nemen. De volgende morgen wordt ze dood gevonden.

### Hoofdverhaal
De negentienjarige Jamie 'Jay' Height gaat met haar nieuwe vriend Hugh naar een theater. Vooraf spelen ze een spel met elkaar. Een van hen moet om zich heen kijken en iemand kiezen met wie hij van leven zou willen ruilen. De ander moet raden wie dat is. Hierbij blijkt dat Jay de jonge vrouw die Hugh aanwijst, totaal niet ziet. Daarop wil hij meteen weg uit het theater. Op hun volgende afspraak hebben Jay en Hugh voor het eerst seks met elkaar, in zijn auto. Na afloop bedwelmt hij haar met een lap doordrenkt met een verdovend middel. Wanneer Jay bijkomt, zit ze vastgebonden in een rolstoel in een bouwval. Hugh legt uit dat hij door met haar te vrijen, een vloek aan haar heeft doorgegeven. Die houdt in dat er nu een bovennatuurlijke entiteit achter haar aanzit. Deze loopt voortdurend stapvoets, in een rechte lijn op haar af en alleen iemand die de vloek draagt, kan hem zien. De entiteit kan de vorm aannemen van ieder denkbaar mens. Als hij haar te pakken krijgt, doodt hij haar. Daarna gaat hij achter degene aan die haar de vloek heeft gegeven en zo steeds verder terug. Jay kan de vloek zelf doorgeven door met iemand anders seks te hebben. Om te bewijzen dat hij het hele verhaal niet verzint, heeft Hugh haar vastgebonden in de rolstoel en wacht hij met haar tot er een naakte vrouw vanuit het bos op ze af komt lopen. Hierna zet hij haar thuis af.
Wanneer Jay de volgende dag op school zit, ziet ze door het raam dat er buiten een vrouw in een nachtjapon recht op haar afloopt. Ze verlaat zonder iets te zeggen het klaslokaal en gaat naar haar zusje Kelly. Zij en haar vrienden Yara en Paul horen Jay aan en zien dat ze oprecht bang is. Ze besluiten met zijn allen bij haar thuis te overnachten en om beurten de wacht te houden. Paul hoort 's nachts een raam breken en gaat kijken. Jay komt daarop oog in oog te staan met een halfnaakte, bebloede, tegelijkertijd urinerende en op haar afkomende vrouw. Ze vlucht naar boven en verschanst zich op een kamer. Wanneer ze de deur opendoet voor een van haar vrienden, komt er tegelijk een man met holle oogkassen binnen. Jay vlucht naar buiten en fietst naar een speeltuin. Nadat haar vrienden haar hier terugvinden, komt ook haar overbuurjongen Greg Hannigan kijken wat er aan de hand is.
Greg neemt de anderen mee naar het vermeende huis van Hugh, dat verlaten blijkt. Ze vinden er een foto waarop hij een sportjack draagt van zijn middelbare school. Met behulp van het klassenboek van deze school, komen ze erachter dat hij eigenlijk Jeff Redmond heet en waar hij echt woont. Hij vertelt dat hij de vloek kreeg als gevolg van een onenightstand en herhaalt dat Jay seks moet hebben om er vanaf te komen. Hij is zelf ook nog steeds bang en weet hij dat hij de vloek terugkrijgt als die Jay te pakken krijgt. Greg neemt Jay, Kelly en haar vrienden mee naar een strandhuis van zijn familie. Hier leert hij haar hoe ze een geweer moet gebruiken. Wanneer de entiteit weer verschijnt, schiet Jay erop. Ze ziet dat de schotwond de verschijning even deert, maar dat die meteen daarna de achtervolging onverminderd voortzet. Ze vlucht in Gregs auto, maar raakt hiermee van de weg en verliest het bewustzijn. Ze komt bij in een ziekenhuisbed met een gebroken arm. De andere vier zijn bij haar. Ze voelt zich slap en een infuus hindert haar verder in haar bewegingsvrijheid.
Greg heeft seks met Jay om haar van de vloek te verlossen. Hij gelooft er niet in. Zijn overtuiging wordt versterkt doordat hij dagenlang geen enkel teken ziet van de vermeende verschijnselen. Op een nacht ziet Jay door haar raam 'Greg' op zijn huis aflopen. De verschijning slaat een raam in en kruipt hierdoor naar binnen. Jay rent naar de overkant om de echte Greg te waarschuwen. Binnen ziet ze zijn moeder halfnaakt op zijn slaapkamerdeur bonken. Ze schreeuwt tevergeefs dat hij niet open moet doen. Zodra Greg de deur opent, bespringt de verschijning hem. Hij sterft terwijl die hem berijdt.
Jay vlucht naar het strand en overnacht hier. Weer thuis bereiden Kelly en haar vrienden een plan voor met Jay. Ze plaatsen een serie elektrische apparaten rond een zwembad, waarna Jay erin gaat. Ze moet aangeven wanneer ze de entiteit het water in ziet komen. De bedoeling is dat zij er dan snel uitkomt en de anderen de entiteit elektrocuteren door de apparaten het zwembad in te gooien. De verschijning trapt niet in de list en begint zelf de elektrische apparaten naar Jay te gooien, het water in. Een elektrocutie blijft uit. Paul krijgt het geweer in handen en probeert op de entiteit te schieten. Hij kan die alleen niet zien en daarom alleen in de richting schieten die Jay aanwijst. Hij schiet zo per ongeluk Yara in haar been. Nadat Kelly op aanwijzing van haar zus een laken over de verschijning gooit, kan Paul zien waar diens hoofd zit en schiet hierop. De entiteit stort hierdoor in het water. Jay probeert uit het zwembad te klimmen, maar de entiteit grijpt haar been. Paul begint opnieuw te schieten, rakelings over Jay heen. Wanneer hij ten slotte doel treft, kan ze op de kant klimmen. Ze draait zich om en ziet een rode wolk zich verspreiden in het water, maar geen lichaam.
Paul gaat naar bed met Jay. Daarna rijdt hij door een gebied met straatprostituees. Nadat hij terugkomt, wandelt hij hand in hand met Jay over straat. Geen van beiden heeft door dat er op enkelen tientallen meters iemand stapvoets achter ze aan loopt.

## Rolverdeling
- Maika Monroe - Jamie 'Jay' Height
- Lili Sepe - Kelly Height
- Keir Gilchrist - Paul
- Olivia Luccardi - Yara
- Jake Weary - Hugh / Jeff Redmond
- Daniel Zovatto - Greg Hannigan
- Bailey Spry - Annie

## Trivia
- Wanneer Jay gedurende de openingsfase van de film thuiskomt, zit haar zus met Paul en Yara naar een zwart-witfilm te kijken met personages met bolle ogen in de hoofdrol. Dit is Killers from Space (1954).